# Анатомия на растенията
Анатомия на растенията или фитотомия е дял от морфологията, който изучава макроскопския (видим с просто око) строеж на растенията. Анатомията на растенията е тясно свързана с тяхната цитология (която изучава състава, строежа и функциите на растителните клетки) и хистология (която изучава състава, строежа и функциите на растителните тъкани).

## Вегетативни органи
Вегетативните органи служат за растеж и развитие на растенията. Към тях се отнасят:

### Корен (Radix)
Анатомия на корена (Radix)
Структура на корена

### Стъбло (Caulis)
Анатомия на стъблото
Структура на стъблото
Анатомия на дървото
Кора
Лико
Флоема
Васкуларен камбий
Сърцевина и беловина

### Лист (Folium)
Анатомия на листа (Folium)
Анатомия на листа

## Генеративни органи
Генеративните органи служат за размножаване на растенията. Към тях се отнасят:

### Цвят (Flos)
Анатомия на цвета
Чашка (Calyx)
Венче (Corolla)
Тичинки (Androceum)
Женски размножителни органи (Gyneceum)

### Плод (Fructus)
Анатомия на плодовете
Околоплодник
Лъжлив плод

### Семе (Semen)
Анатомия на семената (Semen)
Зародиш
Структура на семето

## История
Около 300 г. пр.н.е. Теофраст пише няколко трактата за растения, от които са оцелели само два. Той развива концепции за морфология и класификация на растенията, които не издържат на научната критика на Ренесанса.
Един швейцарски лекар и ботаник, Гаспар Боен въвежда бинарна номенклатура в таксономията на растенията. Той публикува Pinax theatri botanici през 1596 г., където за първи път използва тази конвенция за именуване на видовете. Неговите критериите за класификация включват естествени сродства или афинитети, които в много случаи са структурни.
Италианският доктор и микроскопист Марчело Марпиги е един от двамата осонователи на анатомията на растенията. През 1671 г. той пуъбликува Anatomiq Plantarum — първата голяма стъпка във физиогномията на растенията след Аристотел.
Британският доктор Неемия Грю е другият основател на анатомията на растенията. Той публикува „Една идея за философска история на растенията“ (An Idea of a Philosophical History of Plants) през 1672 г. и „Анатомия на растенията“ (The Anatomy of Plants) през 1682 г. На Грю се приписва откритието на растителните клетки, въпреки че той ги нарича „мехурчета“ или „торбички“ (vesicles и bladders). Той правилно разпознава и описва половите органи на растенията (цветовете) и техните части.
През 18 век Карл Линей създава таксономия, основана на структурата, и неговата ранна работа е с анатомия на растенията. Въпреки че точното структурно ниво, което се разглежда като научно валидно за сравнение и различаване, се е променило с увеличаване на знанията, основните принципи са установени от Линей. Той публикува майсторксия си труд Species Plantarum през 1753 г.
През 1802 г. френския ботаник Шарл-Франсоа Брисо де Мирбел публикува Traité d'anatomie et de physiologie végétale („Трактат по анатомия и физиология на растенията“), поставяйки основите на цитологията на растенията.
През 1812 г. Йохан Якоб Паул Молденхавер публикува Beyträge zur Anatomie der Pflanzen, описвайки микроскопични изследвания на растителни тъкани.
През 1813 г. швейцарският ботаник Огюстин Пирам де Кандол публикува Théorie élémentaire de la botanique, в която твърди, че анатомията, а не физиологията на растенията трябва да бъде единствена основа за класификация на растенията. Използвайки научна основа, той създава структурни критерии за дефиниране и разделяне на растителните родове.
През 1830 Франц Мейен публикува „Фитотомия“ – първият изчерпателен преглед на анатомията на растенията.
През 1838 г. немският ботаник Матиас Якоб Шлайден публикува „Приноси към фитогенезата“, заявявайки, че „низшите растения всички се състоят от една клетка, докато високите растения са изградени от (много) индивидуални клетки, потвърждавайки и продължавайки по този начин работата на Мирабел.
Един немско-полски ботаник, Едуард Щрасбургер, описва митотичния процес при растителните клетки и показва, че ядрата на новите клетки могат да възникнат само от делението на други, съществували преди това ядра. Неговата Studien über Protoplasma е публикувана през 1876 г.
Готлиб Хаберланд, немски ботаник, изучава физиологията на растенията и класифицира растителните тъкани на основа тяхната функция. На тази основа през 1884 г. той публикува Physiologische Pflanzenanatomie („Физиологическа анатомия на растенията“), в която описва дванадесет вида тъканни системи (абсорбтивна, механична, фотосинтетична и т.н.).
Британските палеоботаници Динкинфилд Хенри Скот и Уилям Кроуфорд Уилямсън описват структурите на вкаменени растения в края на 19 век. Studies in Fossil Botany на Скот е публикувана през 1900 г.
Следвайки „Произход на видовете“ на Чарлз Дарвин един канадски ботаник, Едуард Чарлз Джефри, който изучава сравнителната анатомия и филогенеза на различни групи васкуларни растения, прилага теорията към растенията, използвайки формата и структурата на растенията, за да въведе няколко еволюционни линии. Той публикува The Anatomy of Woody Plants през 1917 г.
Развитието на сравнителната анатомия на растенията е поведено от една британска ботаничка, Агнес Арбър. Тя публикува Water Plants: A Study of Aquatic Angiosperms през 1920 г., Monocotyledons: A Morphological Study през 1925 г. и The Gramineae: A Study of Cereal, Bamboo and Grass през 1934 г.
След Втората световна война Катрин Есо публикува Plant Anatomy (1953), която става окончателно учебникът по структура на растенията в северноамериканските университети и другаде, като още се печата през 2006 г. Тя е последвана от Anatomy of seed plants през 1960 г.